# حمام قبله
حمام قبله (حمام خانم) مربوط به دوره صفوی است و در تهران، بازارچه نایب السطلنه، کوچه قبله واقع شده و این اثر در تاریخ ۱ مهر ۱۳۸۲ با شمارهٔ ثبت ۱۰۴۱۱ به‌عنوان یکی از آثار ملی ایران به ثبت رسیده است.